# Leucopsina
Leucopsina är ett släkte av tvåvingar. Leucopsina ingår i familjen kulflugor.
Kladogram enligt Catalogue of Life:
| Leucopsina | \| \| Leucopsina burnsi \| \| \| \| \| \| Leucopsina odyneroides \| \| \| \| |
|            | \| \| Leucopsina burnsi \| \| \| \| \| \| Leucopsina odyneroides \| \| \| \| |
|            | Leucopsina burnsi                                                            |
|            |                                                                              |
|            | Leucopsina odyneroides                                                       |
|            |                                                                              |